# Конституция Объединённых Арабских Эмиратов
Конститу́ция Объединённых Арабских Эмиратов (араб. دستور دولة الامارات العربية المتحدة‎ | [дастур давлат аль-Имара́т аль-Араби́я аль-Мутта́хида]) — высший нормативный правовой акт, обеспечивающий правовую и политическую основу для функционирования Объединённых Арабских Эмиратов (ОАЭ) как федерации семи эмиратов. Конституция вступила в силу 2 декабря 1971 года и была окончательно принята в мае 1996 года. В её состав входят 10 частей и 152 статей. Объединённые Арабские Эмираты отмечают образование Союза (и принятие федеральной конституции) как Национальный день.

## История

Зал заседаний, в котором была подписана конституция. Сегодня является частью музея Etihad.

Исторически независимые шейхства, составляющие Объединённые Арабские Эмираты, а также современные эмираты Катар и Бахрейн заключили договор с Британской империей в 1853 году и согласились на Бессрочное морское перемирие с Великобританией; королевства в совокупности назывались Государствами перемирия или Оманским перемирием. Споры между государствами часто разрешались в арбитраже Великобританией. В конце 1960-х годов эмиратами, а также Катаром и Бахрейном был образован Совет государств перемирия. Соединённое Королевство объявило о своем решении прекратить договорные отношения с государствами Персидского залива в 1968 году. Девять эмиратов попытались создать союз Арабских Эмиратов, но не смогли договориться об условиях этого союза. В то время как Бахрейн и Катар стали независимыми странами, остальные семь эмиратов попытались создать временный федеральный союз в 1971 году.
Конституция, автором которой был судья Ади Битар, была создана в качестве временной правовой и политической основы в 1971 году. 9 статья Конституции гласит, что столицей должен стать новый город на границе Дубая и Абу-Даби, строительство которого должно быть завершено в течение семи лет и которое будет называться "Аль-Карама"; однако положение в той же статье предусматривало, что Абу-Даби будет "временной" столицей Союза и чтобы шейх Зайд бен Султан Аль Нахайян, правитель Абу-Даби, стал президентом Объединенных Арабских Эмиратов.
В 1979 году был подготовлен проект "постоянной" конституции, который предусматривал создание единой военной и судебной системы. Первоначально эмират Дубай был категорически против объединения вооруженных сил и вместе с Рас-эль-Хаймой отказался присутствовать на заседаниях Высшего совета союза. Посредничество Саудовской Аравии и Кувейта, а также других правителей ОАЭ уменьшило разногласия между Шейхом Рашидом бен Саидом Аль Мактумом, правителем Дубая, и шейхом Зайедом бен Султаном Аль Нахайяном, правителем Абу-Даби.
В 1994 году Абу-Даби стал постоянной столицей ОАЭ, а в мае 1996 года, через шесть лет после смерти Рашида бен Саида аль Мактума, Дубай согласился на постоянную конституцию, которая объединила бы вооруженные силы ОАЭ. Однако Дубай, как и Рас-эль-Хайма, имеет свои собственные суды, которые не подчиняются управлению Верховного суда ОАЭ.

## Преамбула
В преамбуле конституции провозглашается намерение правителей шести эмиратов (эмират Рас-эль-Хайма присоединился к Союзу 10 февраля 1972 года) сформировать "всеобъемлющий, демократический режим" в "исламском, арабском обществе".

## Части Конституции
Некоторые из важных статей и частей Конституции перечислены ниже:
1. Часть первая: Союз, его составные части и цели
  1. Статья 7 — Ислам является официальной государственной религией, исламский шариат является основным источником законодательства. Официальным языком Союза является арабский;
  2. Статья 9 — Абу-Даби является столицей Союза. (В первоначальной конституции говорилось, что Абу-Даби был временной столицей до завершения строительства Аль-Карамы; однако это уточнение было снято Конституционной поправкой №1 от 12.02.1996.[4]);
  3. Статья 10 — Целью Союза является поддержание его независимости и суверенитета;
  4. Статья 11 — Союз образует единое экономическое и таможенное образование; гарантируется свободное перемещение всех капиталов и товаров между эмиратами; отменяются все налоги, пошлины и сборы между эмиратами;
  5. Статья 12 — Внешняя политика будет заключаться в поддержке арабских и исламских целей и укреплении дружбы и сотрудничества со всеми нациями на основе Устава Организации Объединённых Наций.
2. Часть вторая: Фундаментальные социально-экономические основы Союза
  1. Статья 14 — Равенство, социальная справедливость, обеспечение охраны и безопасности и равенства возможностей для всех граждан;
  2. Статья 15 — Семья является основой общества. Она основана на морали, религии, этике и патриотизме. Закон должен гарантировать его существование, охранять и защищать его от коррупции;
  3. Статья 17 — Обязательное начальное образование;
  4. Статья 21 — Частная собственность будет защищена;
  5. Статья 22 — Защита общественной собственности является обязанностью каждого гражданина.
3. Часть третья: Права, свободы и общественные обязанности
  1. Статья 25 — Все люди равны перед законом, без различия между гражданами Союза в отношении расы, национальности, религиозных убеждений или социального статуса;
  2. Личная свобода гарантируется; никто не может быть арестован, подвергнут обыску, задержан или заключен в тюрьму иначе, как в соответствии с положениями закона;
  3. Статья 28 — наказание является личным; обвиняемый считается невиновным, пока его вина не будет доказана;
  4. Статья 29 — свобода передвижения гарантируется в рамках закона;
  5. Статья 30 — свобода выражения мнений гарантируется в рамках закона;
  6. Статья 32 — свобода отправления религиозных обрядов гарантируется в соответствии с установленными обычаями и при условии, что это не противоречит государственной политике или не нарушает общественную мораль;
  7. Статья 33 — свобода собраний гарантируется в рамках закона.
4. Часть четвертая: Союзные органы
  1. Статья 45 — учреждает Верховный совет Союза(ВСС), Совет министров, Национальное собрание и судебную власть;
  2. Состав Национальной ассамблеи: по 8 мест от Абу-Даби и Дубая, по 6 мест от Шарджи и Рас-эль-Хаймы и по 4 места от Аджмана, Умм-эль-Кувейна и Фуджейры;
  3. Статьи 51 и 52 — выборы и срок полномочий Президента и вице-Президента;
  4. Статья 108 — Президент обязан подтверждать все смертные приговоры, вынесенные судебным органом Союза.
5. Часть пятая: Законодательство и декреты Союза и органы, обладающие юрисдикцией в отношении них
6. Часть шестая: Эмираты
  1. Статья 123 — эмираты могут сохранить свое индивидуальное членство в ОПЕК.
7. Часть седьмая: Распределение предметов ведения и полномочий в законодательных, исполнительных и международных вопросах между Союзом и Эмиратами
8. Часть восьмая: Финансовые вопросы Союза
9. Часть девятая: Вооруженные силы и силы безопасности
  1. Статья 137 — Любое нападение на один эмират является нападением на все эмираты и на существование Союза;
  2. Статья 138 — Создание объединенных военно-воздушных сил, военно-морского флота и сухопутной армии.
10. Часть десятая: Заключительные и переходные положения
  1. Статья 145 — Конституция не может быть приостановлена, за исключением случаев, когда действует военное положение.